# Pollenia antipodea
Pollenia antipodea är en tvåvingeart som beskrevs av Dear 1986. Pollenia antipodea ingår i släktet vindsflugor, och familjen spyflugor. Inga underarter finns listade i Catalogue of Life.